# Czad na letnich igrzyskach olimpijskich
Reprezentanci Czadu występują na letnich igrzyskach olimpijskich od 1964 roku. Od tego czasu na IO wystąpili dziesięciokrotnie (Czadyjczyków nie było w Montrealu, Moskwie, Sydney).
Dotychczas Czad nie zdobył żadnego medalu podczas letnich igrzysk olimpijskich.

## Medaliści letnich igrzysk olimpijskich z Czadu

### Złote medale
Brak

### Srebrne medale
Brak

### Brązowe medale
Brak